# Enrique López Zarza
Enrique López Zarza (25 de octubre de 1957, estado de México, México) es un exfutbolista y entrenador mexicano de fútbol. Ha sido entrenador de varios equipos del fútbol mexicano.

## Biografía

### Como jugador
Como futbolista jugó para los Pumas de la UNAM en dicho equipo logró el título en la temporada 1980-1981, posteriormente pasó a formar parte de equipos como el Club Puebla, Atlante FC, Cobras de Ciudad Juárez y finalmente su retiro como futbolista profesional fue en el año de 1993 con la escuadra del bajío el Club León.

#### Campeonato con Pumas de la UNAM
La Temporada 1980-1981 fue la edición XXXIX del campeonato de liga de la Primera División en la denominada época profesional del fútbol mexicano. Dicha final la disputaron el bicampeón vigente Cruz Azul y Pumas de la UNAM, que tomaría revancha de la derrota en 1978-1979, coronándose por segunda ocasión, esta vez en su cancha, el Estadio Olímpico Universitario, venciendo 4-1 al entonces Equipo de la década.

En dicho encuentro, "el profe" López Zarza anotó el cuarto gol en una goleada a los cementeros; para él, fue el día más feliz durante sus ocho años con la playera auriazul. Esa tarde, en Ciudad Universitaria, Pumas goleó 4-1 a Cruz Azul y alcanzó su segundo título nacional.[cita requerida]

### Como entrenador
En 1997 comenzó su era como director técnico debutando con Pumas de la UNAM, club que dirigió con un paso regular. En dicho torneo debutó a varios jóvenes destacados del fútbol mexicano; con la escuadra auriazul duró un año en la dirección técnica.[cita requerida]
Desde que vive el fútbol desde el banquillo, ha logrado dirigir a varios equipos de distintas divisiones, tales como Venados FC, Club León, Club Necaxa, Pumas Morelos, Ballenas Galeana, Celaya FC, Tepatitlán FC y el Club Veracruz.[cita requerida]

#### Títulos
Destaca su dirección como estratega, pues ha logrado éxitos deportivos con Venados FC y la escuadra alteña del Tepatitlán FC. En dicha escuadra logró el título de liga y la promoción a la Liga de Ascenso MX.[cita requerida]

#### Regreso a Primera División
Estos resultados le valieron el lugar para dirigir a los tiburones rojos de Veracruz; dicho equipo, perteneciente a la Liga MX, arriba para intentar lograr la permanencia en el máximo circuito, logrando un estilo de juego regular sin embargo por problemas financieros y extra deportivos por parte de la directiva el club fue desafiliado de la liga.

## Selección de Fútbol de México
Inició su participación en la selección de fútbol de México desde joven; estuvo en la Copa Mundial de Fútbol Juvenil de 1977, en dicho torneo tuvo una destacada participación, lo que le valió llegar hasta la gran final, que perdieron en penales contra la selección de la Unión Soviética.

#### Participación en Copas Mundiales Juveniles
| Mundial                                | Sede  | Resultado  |
| -------------------------------------- | ----- | ---------- |
| Copa Mundial de Fútbol Juvenil de 1977 | Túnez | Subcampeón |

### Selección mayor
Su participación en la selección mayor fue después de su gran torneo en las juveniles, por lo que fue convocado para la Copa Mundial Argentina 1978. En dicho torneo, no pasaron de la fase de grupos, en la cual perdieron sus tres encuentros, y López Zarza participó únicamente en el partido contra Alemania Occidental, quien resultó el campeón defensor del título.
Posteriormente tuvo varias participaciones con el tricolor, pero no le alcanzó para otra convocatoria mundialista, y fue así como culminó su participación con la Selección Nacional.[cita requerida]

#### Participación en Copas del Mundo
| Mundial                        | Sede      | Resultado    |
| ------------------------------ | --------- | ------------ |
| Copa Mundial de Fútbol de 1978 | Argentina | Primera Fase |

### Participaciones con la selección
| # | Fecha | Lugar     | Resultado    | Competición                            |
| - | ----- | --------- | ------------ | -------------------------------------- |
| 1 | 1977  | Túnez     | Subcampeón   | Copa Mundial de Fútbol Juvenil de 1977 |
| 2 | 1978  | Argentina | Primera Fase | Copa Mundial de Fútbol de 1978         |

## Trayectoria

### Como jugador
| Club                    | País   | Año         |
| ----------------------- | ------ | ----------- |
| Pumas de la UNAM        | México | 1975 - 1983 |
| Puebla FC               | México | 1983 - 1987 |
| Club de Fútbol Atlante  | México | 1987 - 1988 |
| Cobras de Ciudad Juárez | México | 1988 - 1991 |
| Club León               | México | 1992 - 1993 |

### Como entrenador
| Club                 | País   | Año         |
| -------------------- | ------ | ----------- |
| Pumas de la UNAM     | México | 1997 - 1998 |
| Venados FC           | México | 1998 - 1999 |
| Club León            | México | 2000 - 2001 |
| Club Necaxa          | México | 2005 - 2006 |
| Pumas Morelos        | México | 2010 - 2012 |
| Ballenas Galeana     | México | 2013 - 2014 |
| Celaya FC            | México | 2015        |
| Tepatitlán FC        | México | 2017 - 2019 |
| Club Veracruz        | México | 2019        |
| Sporting Canamy      | México | 2021        |
| Mexicali Fútbol Club | México | 2022 - 2023 |
| Tepatitlán FC        | México | 2023 - 2024 |

## Palmarés

### Como jugador
| Título           | Club             | País   | Temporada |
| ---------------- | ---------------- | ------ | --------- |
| Primera División | Pumas de la UNAM | México | 1980-81   |

### Como entrenador
| Título             | Club          | País   | Temporada     |
| ------------------ | ------------- | ------ | ------------- |
| Primera División A | Venados FC    | México | Invierno 1998 |
| Segunda División   | Tepatitlán FC | México | Apertura 2017 |
| Segunda División   | Tepatitlán FC | México | 2017-18       |